# Ceraclea polyacantha
Ceraclea polyacantha är en nattsländeart som beskrevs av Yang och Tian 1987. Ceraclea polyacantha ingår i släktet Ceraclea och familjen långhornssländor. Inga underarter finns listade i Catalogue of Life.